# Sosna plamistokora
Sosna plamistokora (Pinus bungeana Zucc. ex Endl.) – gatunek drzewa iglastego z rodziny sosnowatych (Pinaceae). Występuje w północno-zachodnich i środkowych Chinach (południe Gansu, południe Hebei, zachód Henan, zachód Hubei, południe Shaanxi, Szantung, Shanxi, północ Syczuan). Po raz pierwszy znaleziony na naturalnym siedlisku w 1831 r. niedaleko Pekinu. Wkrótce potem sprowadzony do Wielkiej Brytanii przez botanika Roberta Fortune'a. Gatunek introdukowany w Korei, ale słabo się rozmnaża i nie rozprzestrzenia się.

## Morfologia
PokrójKorona drzewa szeroko stożkowata lub parasolowata.
PieńPojedynczy lub podzielony na wiele pni tuż przy podstawie. Osiąga wysokość 24–30 m, średnicę 116 cm (jeśli podzielony, łącznie średnica może dochodzić do 3 m). Kora gładka, szarozielona, łuszczy się nieregularnymi, zaokrąglonymi płatami, odsłaniając bladożółte spodnie warstwy, które pod wpływem światła przybierają kolor rudobrązowy.
liścieIgły zebrane po 3 na krótkopędach. Sztywne, ciemnozielone, długości 5–10 cm, szerokości 0,5–2 mm.
SzyszkiSzyszki żeńskie pojedyncze, na krótkich szypułkach lub półsiedzące, bladozielone, dojrzewając brązowieją. Jajowate, długości 5–7 cm, szerokości 4–6 cm. Nasiona szarobrązowe, o rozmiarach 10 na 5–6 mm, opatrzone luźno umocowanym skrzydełkiem o długości ok. 5 mm.

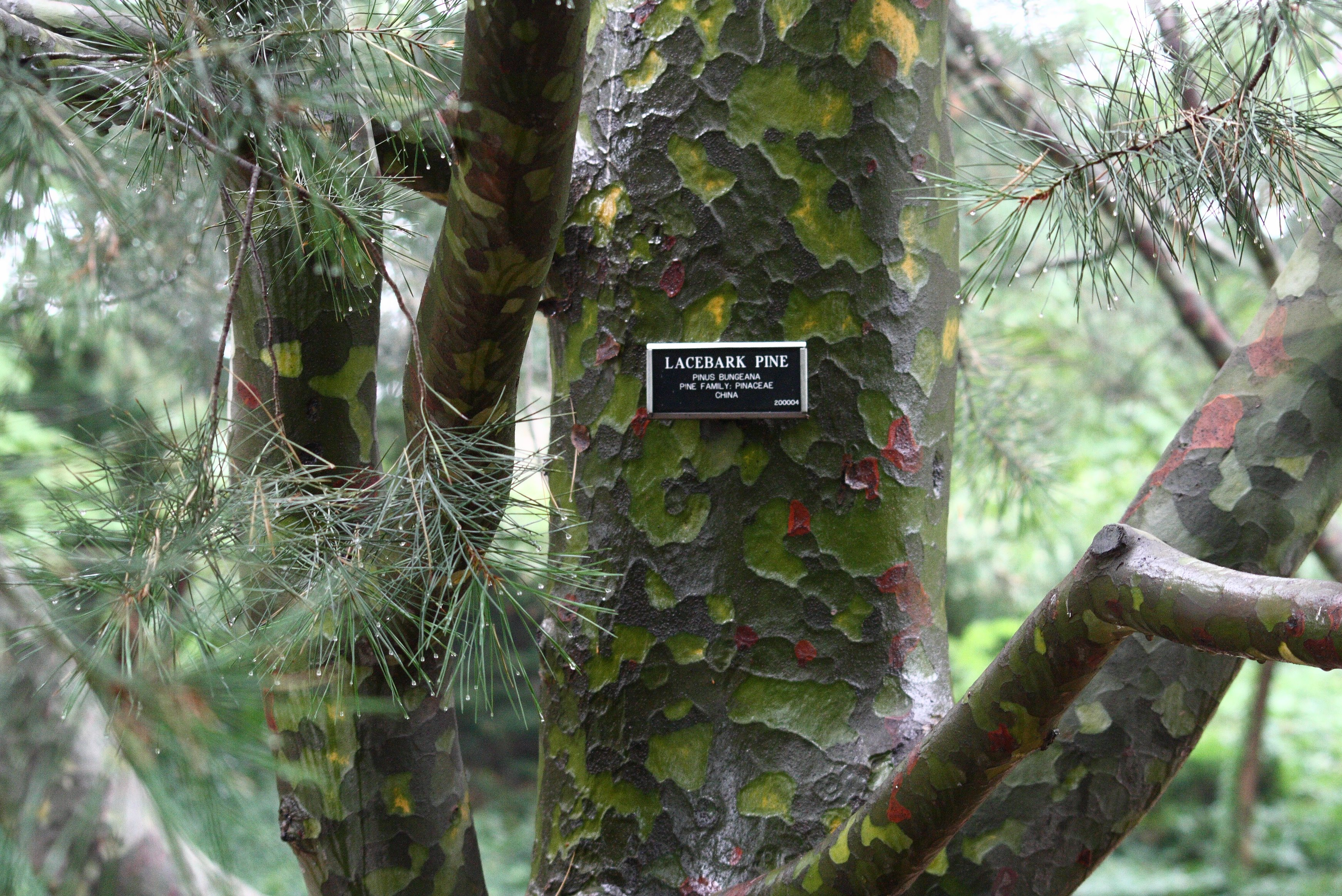
Kora
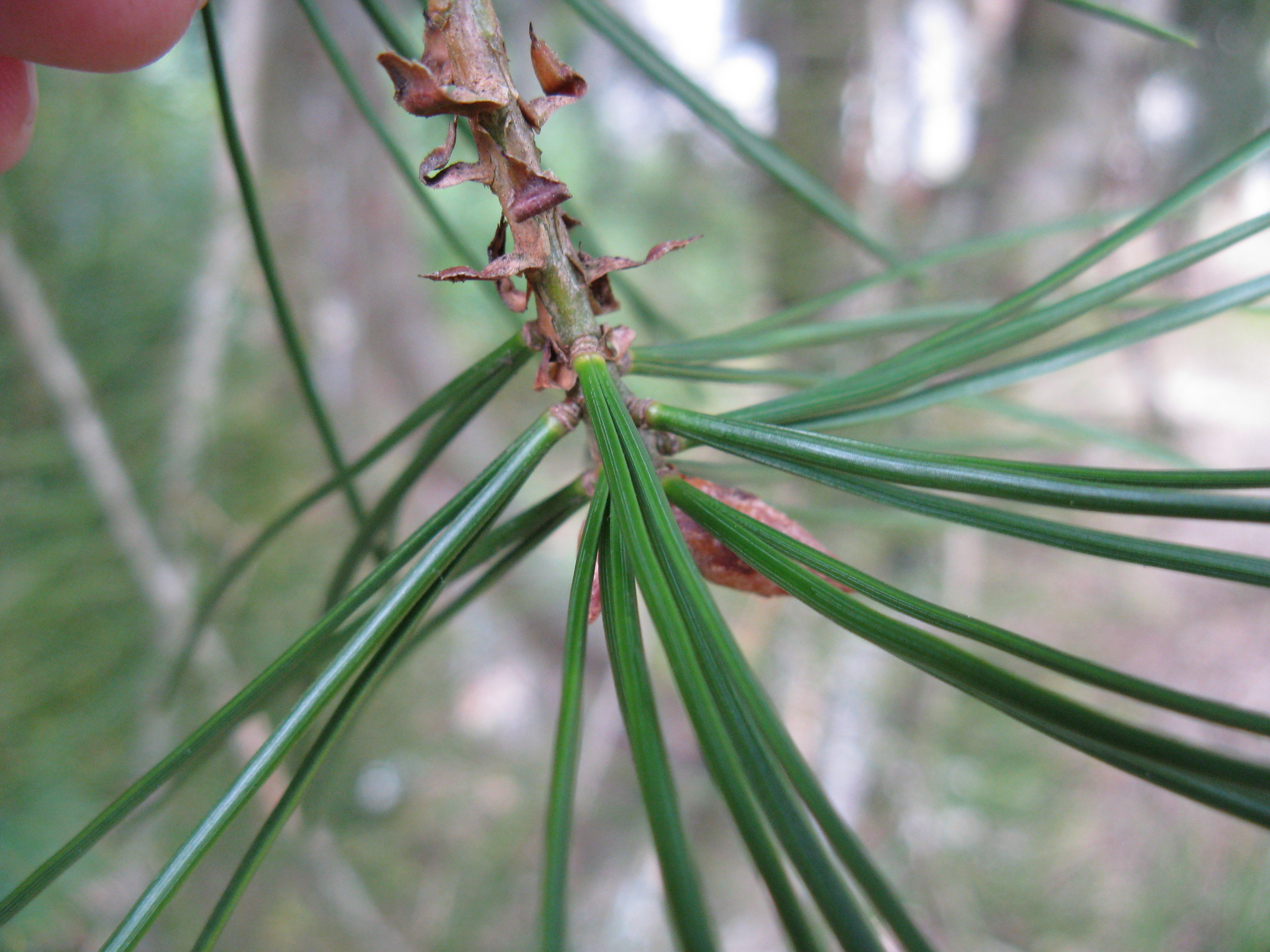
Liście
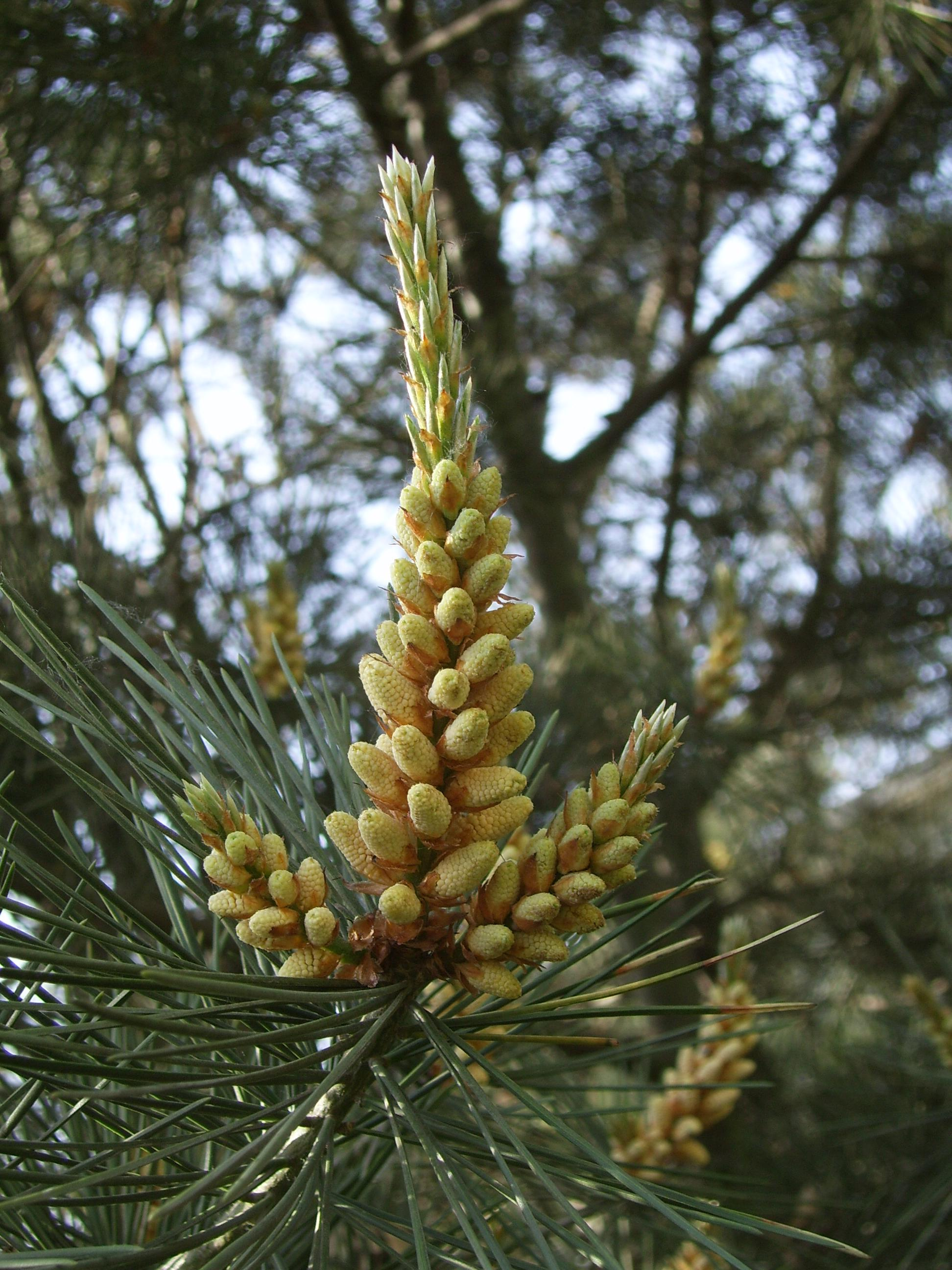
Męskie kwiatostany

## Biologia i ekologia
Endemit chiński. W liściu znajduje się jedna wiązka przewodząca oraz 6–7 kanałów żywicznych. Igły pozostają na drzewie przez 3–4 lata. Drzewo jednopienne, wiatropylne. Pylenie następuje od kwietnia do maja. Nasiona dojrzewają w październiku-listopadzie następnego roku.
Rośnie w górach, na wysokościach 500–1800(2150) m n.p.m. Często na skałach wapiennych i południowych zboczach, razem z sosną chińską (Pinus tabuliformis) i okrytonasiennymi.

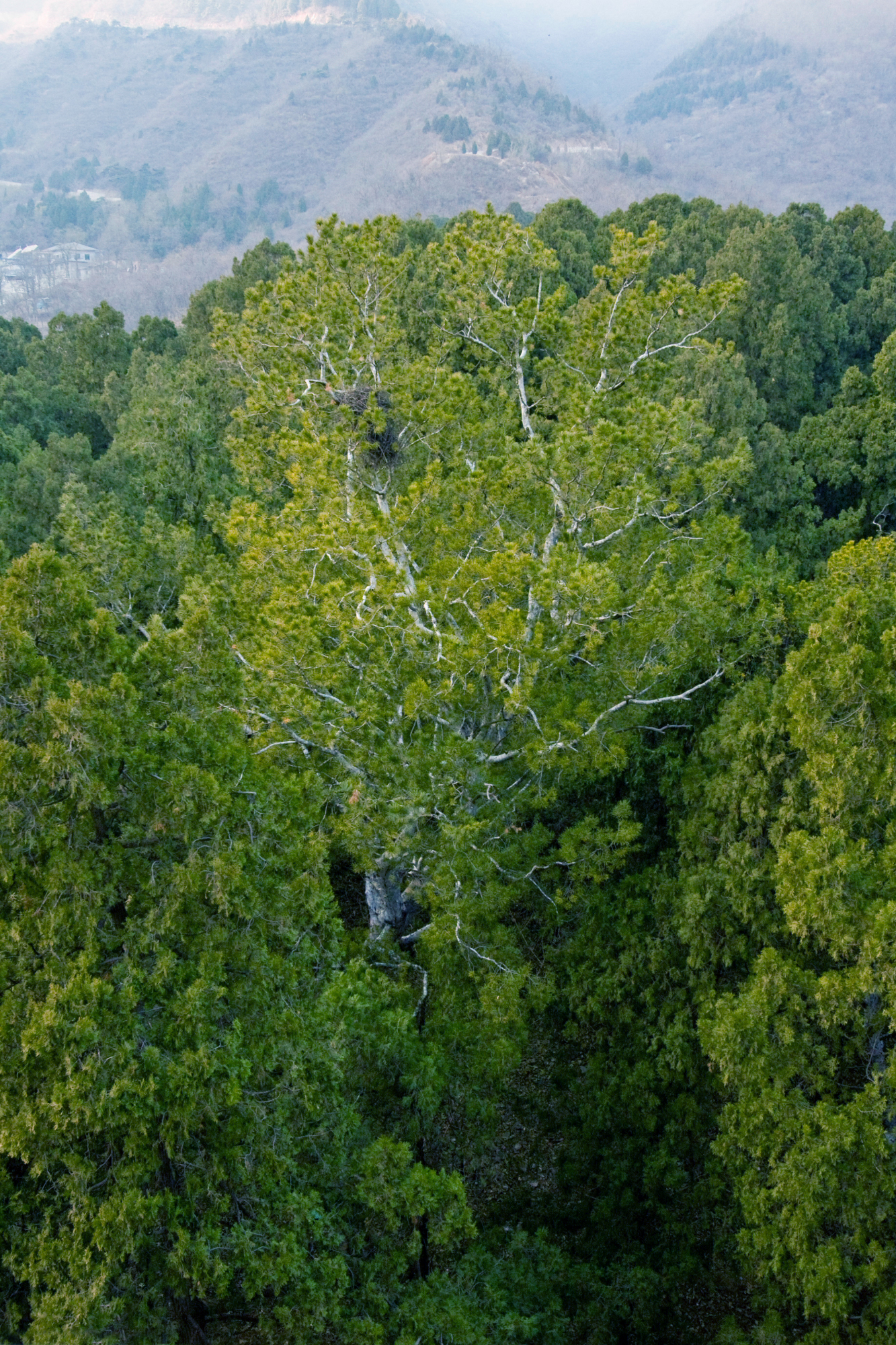
Sosna plamistokora (w centrum) w otoczeniu bioty wschodniej, Park Xiangshan, Pekin

## Systematyka
Pozycja gatunku w obrębie rodzaju Pinus:
- podrodzaj Strobus
  - sekcja Quinquefoliae
    - podsekcja Gerardianae
      - gatunek P. bungeana

## Zagrożenia i ochrona
Międzynarodowa organizacja IUCN przyznała temu gatunkowi kategorię zagrożenia LC (least concern), czyli jest gatunkiem najmniejszej troski, spośród gatunków niższego ryzyka. Klasyfikacji dokonano w 2007 i ponownie w 2013 roku. Wcześniej, od 1998 r., gatunek był w kategorii DD (data deficient), do której trafiają taksony o statusie nieustalonym, z powodu braku danych wystarczających do oceny stopnia zagrożenia. 
Jedno stanowisko tej sosny objęte jest ochroną na terenie rezerwatu przyrody Wudaoxia w Chinach.

## Zastosowanie
Cenione drzewo ozdobne. Uprawiane powszechnie w Chinach, a także w parkach i arboretach w Europie i Ameryce Północnej.